# Station Bois-Franc
Pour les articles homonymes, voir Bois-Franc.
La station Bois-Franc est une future station du Réseau express métropolitain située à l'emplacement de l'ancienne gare du même nom de la ligne de train de banlieue Deux-Montagnes fermée depuis 2020. Elle est située à Montréal dans l'arrondissement de Saint-Laurent.
La station est localisée à proximité du quartier résidentiel Bois-Franc et du quartier industriel où se trouve notamment l'usine Canadair, une composante de Bombardier Aéronautique. 
La gare est fermée en 2020 afin de permettre la réalisation du Réseau express métropolitain dont elle deviendra une station en 2025.

## Correspondances

### Autobus
| Société de transport de Montréal | Société de transport de Montréal                    | Société de transport de Montréal | Société de transport de Montréal   |
| Circuit                          | Destinations                                        | Planibus                         | Horaires                           |
| -------------------------------- | --------------------------------------------------- | -------------------------------- | ---------------------------------- |
| 64                               | Grenet                                              | Planibus 64                      | Nord Sud                           |
| 164                              | Dudemaine                                           | Planibus 164                     | Est Ouest                          |
| 170                              | Keller                                              | Planibus 170                     | Nord Sud                           |
| 171                              | Henri-Bourassa                                      | Planibus 171                     | Est Ouest                          |
| 215                              | Henri-Bourassa                                      | Planibus 215                     | Est Ouest                          |
| 263                              | Navette Or Bordeaux-Cartierville                    | Planibus 263                     | Est                                |
| 382                              | Pierrefonds / Saint-Charles                         | Planibus 382                     | Est Ouest                          |
| Société de transport de Laval    |                                                     |                                  |                                    |
| Circuit                          | Destinations                                        | Tracé                            | Horaires                           |
| 55                               | Nord : Laval-Ouest Sud : Terminus Henri-Bourassa    | Tracé                            | Nord Sud (débarquement seulement)  |
| 144                              | Est : Métro Côte-Vertu Ouest : Sainte-Dorothée      | Tracé                            | Est (débarquement seulement) Ouest |
| 151                              | Nord : Sainte-Rose Sud : Métro Côte-Vertu           | Tracé                            | Nord Sud (débarquement seulement)  |
| 902                              | Nord : Terminus Le Carrefour Sud : Métro Côte-Vertu | Tracé                            | Nord Sud (débarquement seulement)  |